# Chrysobothris regradata
Chrysobothris regradata es una especie de escarabajo del género Chrysobothris, familia Buprestidae. Fue descrita científicamente por Wallengren en 1881.